# Eleocharis parodii
Eleocharis parodii là loài thực vật có hoa trong họ Cói. Loài này được Barros mô tả khoa học đầu tiên năm 1928.